# Грубешівська революція
Грубешівська революція, Грубешівщина (пол. Rewolucja hrubieszowska) — трагічний епізод польсько-українського військового конфлікту на Холмщині у часі Другої світової війни.

## Історія
У березні 1944 р. польське підпілля провело масштабну антиукраїнську операцію, що увійшла в історію під назвою «грубешівська революція». Назва була використана польською стороною як збірне означення репресивних, відплатних заходів проти українського населення Грубешівського повіту.
Її ініціатором був комендант Армії Крайової на Грубешівщині Мар'ян Голембйовський, згодом один з найпалкіших прихильників польсько-української співпраці, учасник переговорів з УПА. Протягом 10—11 березня польські підрозділи атакували села Андріївка, Березів, Бересть, Верешин, Ласків, Маличі, Малків, Модринь, М'ягке, Новосілки, Ріплин, Сагринь, Стрижівець, Теребінець, Турковичі, Шиховичі, повністю або частково спаливши їх.
Учасник подій, поручник АК Станіслав Ксьонжек-«Вирва» згадував про весняну акцію 1944 р.:
|  | Наше військо було дуже добре узброєне і випосаджене. Доводили ним самі офіцери передвоєнні. Ціль наша була спалити та знищити все по Буг і Солокію, щоби не було знаку й сліду, бо, як сказав наш один офіцер на відправі, "або перестати боротьбу, або змобілізувати більше війська і вдарити, бо зуб за зуб, хата за хату, село за село принесе тільки більші втрати для поляків. По тій плянованій акції ми щойно думали розкинути летючки, закликаючи українців до згоди." |

Антиукраїнські акції весни 1944 р. на Холмщині мали не випадковий, а плановий характер. Вони були елементом операції польського підпілля та спроб заблокувати поширення впливів ОУН та УПА. Грубешівська революція мала на меті відрізати Холмщину від Галичини, не допустити таким чином поширення ареалу українського руху.

## Перебіг і наслідки
Польський наступ не обмежився цими днями і тривав протягом кількох наступних тижнів. У документі під назвою «Спис знищення сіл польськими бандитами на Грубешівщині» вказано, що за період з 10 березня до 5 квітня було знищено 36 українських сіл, замордовано 875 осіб. В огляді подій у березні-квітні 1944 року зазначено, що під час польських березневих акцій «вбито около 2000 українських селян, в тім найбільше жінок і дітей». Український допомоговий комітет укладав списки загиблих навесні 1944 р., якому вдалося поіменно ідентифікувати 1283 жертви, вбиті між 10 березня та 10 травня.
Згідно висновків Ігора Галагіди «на підставі зібраних даних, тільки цього одного дня (10 березня) загинуло щонайменше 1264 особи та 8 поранено (з них 4 смертельно; загальне число поранених не є чітко встановленою). У переважній більшості це були селяни, а з-поміж усі жертв було аж 502 жінки (495 убитих, 4 смертельно поранених і 3 поранених) і 292 дітей (291 убитих і 1 поранена)».
Протягом наступних днів польська акція була продовжена в інших селах Грубешівського повіту. Поміж інших 11 березня було здійснено напад на Андріївку (32 убито, з яких 7 жінок і 12 дітей), 13 березня Крилів (12 убитих, серед яких 3 жінок і 3 дітей), у черговий раз Модринь (26 убитих, з них 12 жінок і 1 дитина), 18 березня Жабче (23 убитих, з них 11 жінок і 2 дітей), 21 березня Бересть (235 убитих, 1 смертельно поранений і 3 поранених; серед убитих було 104 жінок і 50 дітей) і Верешин (37 убитих, з яких 19 жінок і 2 дітей), 22 березня Ліски (62 убитих, серед яких щонайменше 16 жінок і 9 дітей), а також — 2 квітня Новосілки (убито 148 осіб, з них 68 жінок і 18 дітей). Загалом протягом антиукраїнської акції польське підпілля спалило у Грубешівському повіті (цілком або частково) не менше як 35 українських сіл. У період від 9-10 березня до 2 квітня 1944 р. виключно на терені одного повіту від рук не німців загинуло щонайменше 1969 осіб української національності, з-поміж яких не менше як 769 жінок і 348 дітей, 6 було смертельно поранено і лише один українець загинув від рук українського підпілля.
Наприкінці березня терени Холмщини мали страшний вигляд. Ось як описує в листі від 1 квітня 1944 року свої враження від побаченого представник УЦК у Люблині Володимир Левицький:
|  | Нині величезні терени Грубешівщини від Бугу по Гучву — це самі згарища ще так недавно багатих цілих десяток українських сіл та польських колоній. Можна сьогодні ствердити, що на цьому ще не закінчиться, бо нині йде вирішальна кривава розправа-різня за національний характер цих земель. |